# イメニ・ポリヌ・オシペンコ
イメニ・ポリヌ・オシペンコ（ロシア語: Село имени Полины Осипенко）はロシア連邦東部のハバロフスク地方にあり、イメニ・ポリヌ・オシペンコ地区の中心に位置する村。人口は1,997人（2018年）。